# Anstruther Easter Parish Church

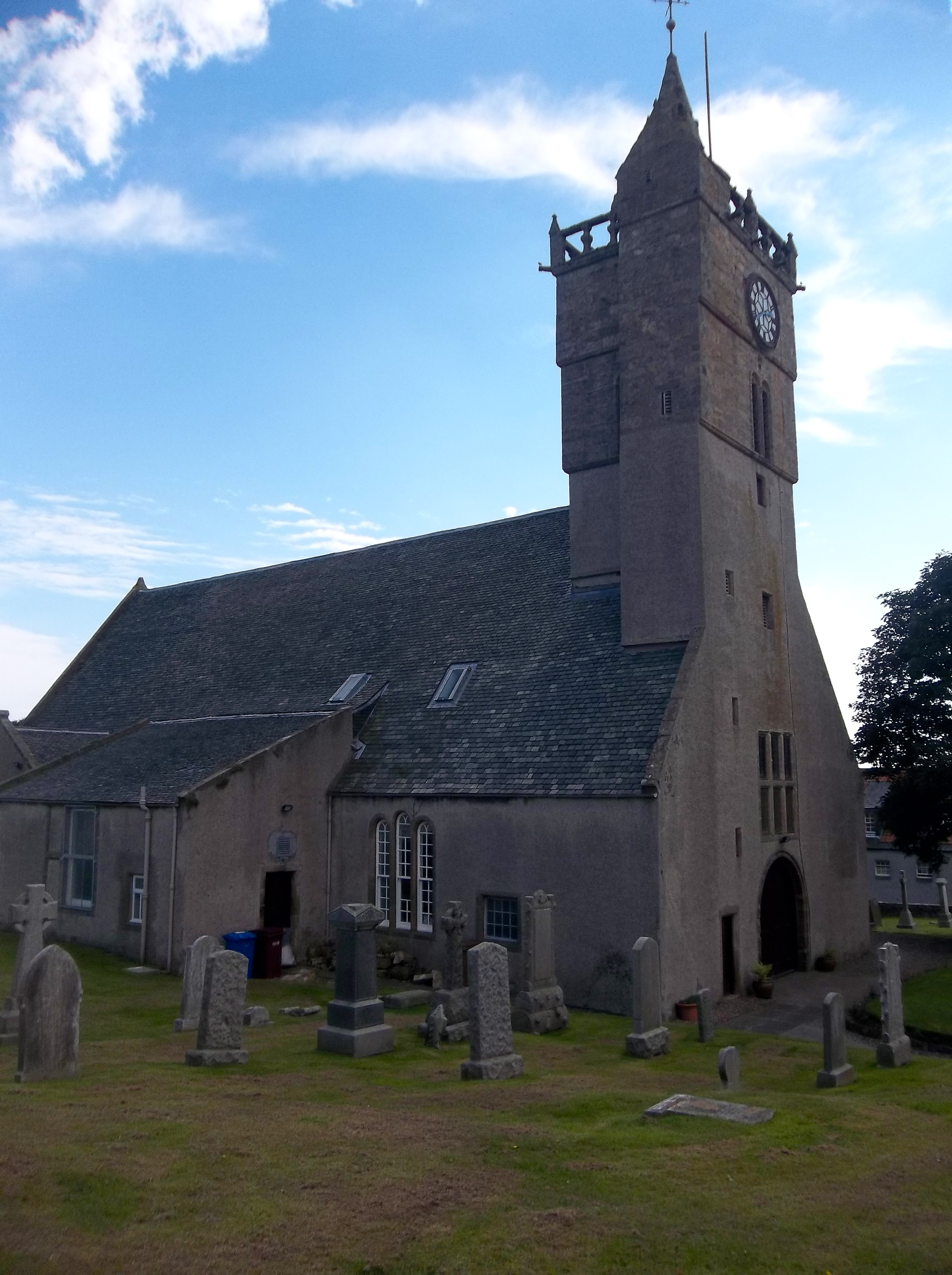
Anstruther Easter Parish Church

Die Anstruther Easter Parish Church, auch St Adrian’s Parish Church, ist ein Kirchengebäude der presbyterianischen Church of Scotland in der schottischen Ortschaft Anstruther in der Council Area Fife. 1972 wurde das Bauwerk als Einzeldenkmal in die schottischen Denkmallisten in der höchsten Denkmalkategorie A aufgenommen. Des Weiteren ist die Kirche Teil eines Denkmalensembles der Kategorie B.

## Geschichte
Es war James Melville, der in den 1590er Jahren den Erwerb des Grundes zur Errichtung einer Kirche anregte. Nach seiner Ausweisung unter Jakob VI. stand das Vorhaben jedoch längere Zeit still. Erst in den 1630er Jahren wurde der Parish Anstruther Easter aus dem Parish Kilrenny abgespalten und die Anstruther Easter Parish Church als Pfarrkirche 1634 erbaut. Der spitze Helm des Glockenturms wurde zehn Jahre später hinzugefügt. 1834 wurde das Kirchengebäude überarbeitet und dabei auch die Orientierung gedreht. Die Orgel von Taylor aus Leicester wurde 1907 installiert. 1930 wurde die Kirchengemeinde mit der der Anstruther Wester Parish Church zusammengeführt. 2012 wurde der Innenraum renoviert.

## Beschreibung
Die Anstruther Easter Parish Church steht nahe dem Stadtgrün im Zentrum der Ortschaft an der Hauptverkehrsstraße Anstruthers (A917). Ihr Mauerwerk besteht teils aus Steinquadern, teils aus Bruchstein und ist teilweise mit Harl verputzt. Markant ist der asymmetrische Turm an der westlichen Giebelseite. Er schließt mit Steinbalustrade unterhalb der des spitzen Helms mit Lukarnen. Das hohe, schiefergedeckte Satteldach weist eine verhältnismäßig steile Neigung auf. Entlang der Südflanke ziehen sich zu Drillingen gekuppelte Rundbogenfenster. Ein hohes rundbogiges Drillingsfenster findet sich an der östlichen Giebelseite.